# 黄飞鸿新传
《黄飞鸿新传》，是1995年至1996年香港ATV拍攝製作的古装电视剧，本剧取材中国广东武术大师和民间英雄黄飞鸿。剧集分为五部：八大天王、少林故事、無頭將軍、辛亥革命、理想年代。由徐克导演，赵文卓、邵美琪、莫少聪、刘洵、郑则仕、熊欣欣、陈国邦、张俊鸿主演。本剧是徐克导演的电影黄飞鸿系列的姊妹篇，黄飞鸿系列其中两部也是赵文卓主演。

## 演员表
- 赵文卓 饰 黄飞鸿
- 邵美琪 饰 十三姨
- 莫少聪 饰 梁宽
- 刘洵 饰 黄麒英
- 郑则仕 饰 林世荣（猪肉荣）
- 熊欣欣 饰 鬼脚七
- 陈国邦 饰 牙擦苏
- 张俊鸿 饰 凌云楷
- 罗慧娟
- 太保 飾 貴利祥
- 爾冬陞
- 元彬
- 蔡晶盛
- 关勇
- 陈健一
- 林剑峰
- 徐锦江
- 尹揚明
- 白石千
- 劉家榮
- 梁家仁
- 郑佩佩
- 吴绮莉 饰 吴梦贞
- 林保怡 饰 齐崎